# Convento di Certomondo
Il convento della Santissima Annunziata e di San Giovanni Battista è un edificio sacro che si trova in località Certomondo, a Poppi, in provincia di Arezzo, nella diocesi di Arezzo-Cortona-Sansepolcro.

## Storia e descrizione
Il convento fu fondato da Guido Novello Guidi, conte di Poppi e Modigliana, a ricordo della vittoria ghibellina di Montaperti (1260). Dopo la battaglia di Campaldino nel convento di Certomondo venne sepolto il vescovo Guglielmino degli Ubertini mentre nei suoi pressi furono sepolti in grandi fosse i caduti della battaglia. Dedicata all'Annunciazione e a San Giovanni Battista, la chiesa si presenta molto rimaneggiata ed è introdotta da un sagrato chiuso da un muro, nel quale si apre un grande portale a bugne lisce. 
L'edificio ha una semplice facciata a capanna, con oculo e portale architravato sormontato da un arco a tutto sesto. Addossato alla facciata è il piccolo campanile a vela.
Nell'interno, ad aula unica con soffitto a capriate lignee, particolarmente interessante è l'Annunciazione di Neri di Bicci, commissionata nel 1465 e terminata nell'anno seguente, che era completata in origine da due pannelli laterali con i Santi Caterina, Antonio da Padova, Giovanni Evangelista e con i Santi Francesco, Lorenzo, Ludovico da Tolosa, oggi al Musée du Petit Palais di Avignone.
In chiesa sono presenti inoltre affreschi frammentari trecenteschi, tra i quali una Vergine in trono e santi, e due tele settecentesche con Santa Chiara con San Diego e il Beato Torello e i Santi Antonio Abate, Giovanni Gualberto e Rosa da Lima, attribuite ad Andrea Bighi, allievo di Pier Dandini.